# Grande Prêmio da Suíça de 1953
Resultados do Grande Prêmio da Suíça de Fórmula 1 realizado em Bremgarten à 23 de agosto de 1953. Oitava e penúltima etapa da temporada, nela Alberto Ascari venceu pela última vez na carreira e sagrou-se bicampeão mundial.

## Classificação da prova
| Pos. | Nº | Piloto                            | Construtor     | Voltas | Tempo/Diferença | Grid | Pontos |
| ---- | -- | --------------------------------- | -------------- | ------ | --------------- | ---- | ------ |
| 1    | 46 | Alberto Ascari                    | Ferrari        | 65     | 3:01:34.40      | 2    | 9      |
| 2    | 24 | Giuseppe Farina                   | Ferrari        | 65     | + 1:12.93       | 3    | 6      |
| 3    | 26 | Mike Hawthorn                     | Ferrari        | 65     | + 1:35.96       | 7    | 4      |
| 4    | 32 | Juan Manuel Fangio Felice Bonetto | Maserati       | 64     | + 1 voltas      | 1    | 1.5    |
| 5    | 34 | Hermann Lang                      | Maserati       | 62     | + 3 voltas      | 11   | 2      |
| 6    | 28 | Luigi Villoresi                   | Ferrari        | 62     | + 3 voltas      | 6    |        |
| 7    | 20 | Ken Wharton                       | Cooper-Bristol | 62     | + 3 voltas      | 9    |        |
| 8    | 40 | Max de Terra                      | Ferrari        | 51     | + 14 voltas     | 19   |        |
| 9    | 18 | Albert Scherrer                   | HWM-Alta       | 49     | + 16 voltas     | 18   |        |
| Ret  | 4  | Chico Landi                       | Maserati       | 54     | Câmbio          | 20   |        |
| Ret  | 42 | Toulo de Graffenried              | Maserati       | 49     | Transmissão     | 8    |        |
| Ret  | 36 | Onofre Marimón                    | Maserati       | 46     | Motor           | 5    |        |
| Ret  | 8  | Maurice Trintignant               | Gordini        | 43     | Eixo            | 4    |        |
| Ret  | 6  | Jean Behra                        | Gordini        | 37     | Pressão do óleo | 12   |        |
| Ret  | 30 | Felice Bonetto Juan Manuel Fangio | Maserati       | 29     | Motor           | 10   |        |
| Ret  | 16 | Lance Macklin                     | HWM-Alta       | 29     | Motor           | 15   |        |
| Ret  | 38 | Peter Hirt                        | Ferrari        | 17     | Motor           | 17   |        |
| Ret  | 14 | Paul Frère                        | HWM-Alta       | 1      | Motor           | 16   |        |
| Ret  | 2  | Jacques Swaters                   | Ferrari        | 0      | Spun Off        | 13   |        |
| Ret  | 10 | Louis Rosier                      | Ferrari        | 0      | Spun Off        | 14   |        |
| DNS  | 12 | Louis Chiron                      | Osca           | 0      | Não largou      |      |        |
| DNS  | 22 | Élie Bayol                        | Osca           | 0      | Não largou      |      |        |
| DNS  | 44 | Fred Wacker                       | Gordini        | 0      | Não largou      |      |        |

## Tabela do campeonato após a corrida
Classificação do mundial de pilotos
|  | Pos. | Piloto                | Pontos      |
|  | ---- | --------------------- | ----------- |
|  | 1    | Alberto Ascari        | 34,5 (46,5) |
|  | 2    | Giuseppe Farina       | 24 (26)     |
|  | 3    | Juan Manuel Fangio    | 20,5        |
|  | 4    | Mike Hawthorn         | 19 (24)     |
|  | 5    | José Froilán González | 13,5 (14,5) |

- Nota: Somente as primeiras cinco posições estão listadas. Apenas os quatro melhores resultados dentre os pilotos eram computados visando o título e no presente caso o campeão da temporada surge grafado em negrito.